# Kaiserliches Zeughaus (Unteres Arsenal)

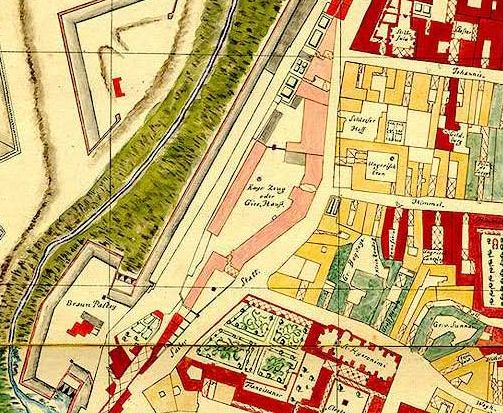
Das „Kays. Zeug oder Giss.Hauß“ (Unteres Arsenal) auf einer Karte von 1710. Der Komplex liegt zwischen Stadtmauer und „Sailer Statt“.
Die nach rechts abgehenden Gassen sind: Johannesgasse, Himmelpfortgasse, Weihburggasse.

Das Kaiserliche Zeughaus, auch „Unteres Arsenal“, „Kaiserliches Unter-Zeughaus und Gießhaus“ oder „Altes Zeughaus“ genannt, diente unter anderem dem Gießen großer Geschütze. Es lag topografisch „unten“, nahe dem Wienfluss, im Gegensatz zum bürgerlichen Zeughaus am Hof.

## Geschichte
Das Zeughaus befand sich im 1. Wiener Gemeindebezirk an der Seilerstätte, heute etwa zwischen den Orientierungsnummern 7 und 13 zwischen der Weihburggasse und der inzwischen verlängerten Johannesgasse, direkt an der Stadtmauer, an deren Stelle heute etwa die Schellinggasse verläuft (O-Nr. 2-8). 1771 erhielt das Gebäude die Konskriptionsnummer 984 und 1821 die Nummer 958. In einem der beiden heutigen Häuserblöcke befindet sich das Ronacher, bei dessen Umbau in den Jahren 2006 und 2007 Überreste des Kellergewölbes des Zeughauses gefunden wurden.
1677 wurde das Zeughaus unter dem Hofkriegsratspräsidenten Graf Raimondo Montecuccoli neu errichtet. Fürst Mansfeld ließ 1696 das Zeughaus um die Kapelle „Zu den Heiligen 3 Königen“ erweitern. 1714 bis 1723 wurde das Kaiserliche Zeughaus nach Plänen des kaiserlichen Fortifikationsbaumeisters Donato Felice d’Allio neu erbaut. Feldzeugmeister Joseph Colloredo-Mels und Wallsee ließ das Bauwerk 1805 erweitern.
Im Gegensatz zum „oberen Arsenal“ in der Renngasse diente das „untere“ Zeughaus nicht als Depot, sondern wurde als Werkstätte für Ausbesserungsarbeiten sowie als Erzeugungsstätte für Waffen, vorwiegend große Geschütze, genutzt. Später diente das Gebäude als Kaserne. 1869 wurde es Gebäude abgetragen und die Himmelpfortgasse in Richtung Wienfluss verlängert. Auf seiner Grundfläche entstanden die Zinshäuser Seilerstätte 7, 9 und 11, Weihburggasse 26 sowie Himmelpfortgasse 20.